# Moses Austin
Pour les articles homonymes, voir Austin.
Moses Austin (4 octobre 1761 – 10 juin 1821) fut l'un des principaux acteurs du développement industriel des États-Unis et le père de Stephen Fuller Austin, l'un des premiers colons américains du Texas. Il reçut l'autorisation des Espagnols de faire venir des Anglo-Américains dans le Texas espagnol. Il fut également le premier à installer une colonie américaine à l'ouest du Mississippi.

## Biographie
Né à Durham (Connecticut), il s'installa à Philadelphie en 1784 et entra au service d'un commerçant aux côtés de son frère. L'année suivante, il se maria avec Mary Brown, qui appartenait à une famille enrichie par les activités minières. Moses Austin s'installa ensuite dans le comté de Wythe, où il développa sa propre affaire dans les mines. Il eut plusieurs enfants dont Stephen Fuller Austin, son deuxième fils né en 1793. Moses Austin finit par faire faillite, quitta la Virginie pour le Missouri, qui faisait alors partie des colonies espagnoles. Il prit la nationalité espagnole, reçut d'importants droits miniers en 1797, s'intéressa aux mines de plomb de la région et fonda Potosi, où en 1818, on compte 70 bâtiments. La guerre anglo-américaine de 1812 puis la crise bancaire de 1819 ruina Austin. Il est arrêté et jeté en prison à cause de ses dettes. Après sa libération, il part pour San Antonio de Bexar en 1820 et cherche à devenir empresario dans le Texas espagnol. Mais le gouverneur Antonio María Martínez refuse de l'écouter et le contraint à quitter le territoire. Par l'intermédiaire de Felipe Enrique Neri, Baron de Bastrop, il finit par obtenir gain de cause et s'établit à Natchitoches. En 1821, il rejoint le Missouri et permet à 300 colons de s'installer au Texas, avant de mourir la même année d'une pneumonie.